# 敌台 (文革名词)
敌台是中国文化大革命时期产生的名词。特别指无线电爱好者或者拥有短波或者高灵敏度收音机电台等中国大陆居民收听到的大陆以外汉语或者外语广播。

## 含义
这与敌台的表面意义不同，不是与敌方“有特定传播对象、作为情报传递手段、收发电文的无线电台”。泛指中国大陆以外的华语或者英语等广播电台，主要指称境外美、英、苏、中華民國等“敌对”国家或地区的广播电台，如“美国之音”、“BBC”（英国）、“莫斯科广播电台中文台”（俄罗斯之声）和“和平与进步广播站”、“自由中国之声”（中華民國）等等。

## 原因
这些广播电台所取的政治观点都与当时的中共当局不同，对中共政策持批评态度；而国外的其他广播电台，如基督教福音电台等，虽然对中共政策基本不发表意见、但意识形态不同的，属于“伪科学的唯心主义思想”，也被囊括了进来。它们常受到来自官方机构强大的电子干扰对抗，如有重大敏感事件（珍宝岛事件、四五天安门事件）发生时尤其这样。
由于对宣传舆论和意识形态采取控制政策，普通人无法得到关于现实情况的真实报道。一些有独立思考倾向的知识分子就利用无线电台收听国外报道，以此满足求知欲。这种行为包含了以对现实、官方宣传的不信任，包含了越轨的可能性，因此要受到严厉的惩罚。另外，当时中国文艺作品匮乏，一些“敌台”会针对中国大陆听众播出较为丰富的文艺节目（如文革期间被当作“毒草”“四旧”而被封杀的中国文艺作品，以及港台流行歌曲、外国音乐等），也使得一些人铤而走险。

## 接收方式和后果
因中波频段本地电台信号强，多次谐波对微弱的远程信号也产生比较大的干扰，因此当时收听这些电台只能通过短波收听。虽然如此，中华人民共和国成立以来，政府从未禁止民众持有短波收音机（建国初期有收音机登记制度，后取消），包括早期产品在内，不少国产家用收音机都拥有至少一个短波波段。
收听活动多在有单人独住的住户，在夜里进行，由于夜深人静需要把音量调到最小（当时还少有耳机这样的小型接听设备），所以叫“偷听敌台”。一旦这种行为因在言谈中泄漏，就会被安上“收听敌台”的罪名。轻则得到没收收听工具（矿石收音机、晶体管收音机、半导体收音机），所在单位停止工作、隔离审查、批斗、勒令检讨，给戴上“坏分子”帽子的处理，重的还会被送交司法机关判刑。据学者王友琴报道，上海左树棠“收听敌台案”的自首者无名氏（名培民，姓氏不详）连累案主家被查抄、隔离审查、毒打致死，自己亦被隔离，释放流浪后终以自杀结局。
也有无线电爱好者把它当作检验自己收音机的灵敏度的手段，或因无意、好奇偶然收听，不慎被人发现而获罪的。公开的无线电爱好者就会被列入嫌疑者名单，受到经常性的善意劝说、敌意警告和惩戒性盘查；而不被单位组织信任，跻身有瑕疵者行列、在晋升等当口受到额外的质疑、为难，更加是最轻微的后果了。连普通老百姓也认为这是很严重的事情，屡屡告诫有无线电爱好的子女不要去触雷区、惹麻烦。

## 变迁
直到1978年以后，获取信息的类似控制、禁忌渐趋松弛，无线电干扰被停止。收听西方国家电台不再被禁止，但“苏越蒋”（苏联、越南和台湾）的电台仍被明令禁止收听，违者（特别是有向对方写信等行为）可能会被逮捕、判刑，这一局面直至80年代末才告结束。1990年代以来该词已经不见于日常口头语言，但是这一概念在经历过文革的一代人记忆中还是有或多或少的阴影。
1989年六四天安门事件前后，各种媒体被封锁，各地学生运动组织为了解北京的情况曾大量购买过短波收音机，以通过BBC或者美国之音的广播收集信息，导致短波收音机脱销。此后，中国政府恢复了对BBC、美国之音等电台的干扰。
互联网日益普及后，无线电已经不再是人们获取信息的主要来源。但直到现在，对美国之音、自由亚洲电台等电台的干扰仍然存在。中国内地的干扰任务被下分到各地，因此各地区的干扰情况并不同。因此所谓的“敌台”一般在不同短波频段提供几个不同的频率同时广播。